# Maurice Falvy
Maurice-Émile Falvy (* 4. März 1888 in Reims; † 2. Juni 1970 in Mézy-sur-Seine) war ein französischer General.

## Leben
Maurice Falvy wurde 1934 befehlshabender Offizier der Tirailleurs sénégalais in Tschad in Französisch-Äquatorialafrika. Er übernahm von Juni 1935 bis Februar 1936 interimsmäßig von Charles Dagain das Amt des Kommandanten der Region Tschad. Von 1937 bis 1938 besuchte Falvy den Centre des Hautes Etudes Militaires, die Generalstabsschule in Paris. Anschließend war er von 1938 bis 1940 als Direktor der Kolonialtruppen im Pariser Kriegsministerium tätig. Während des Zweiten Weltkriegs befehligte General Falvy 1940 die 3. Division der Kolonialinfanterie an der Maginot-Linie. Er gab im Mai 1940 bei der Verteidigung des Infanteriewerks La Ferté einen Durchhaltebefehl, in dessen Folge 107 Mann an Kohlenmonoxidvergiftung starben. Ebenfalls im Mai 1940 wurde der unter seinem Kommando stehende spätere Staatspräsident François Mitterrand verwundet. Maurice Falvy geriet in deutsche Kriegsgefangenschaft und wurde aus dieser bald darauf unter der Bedingung entlassen, künftig keine dem Deutschen Reich schadenden Handlungen zu begehen. Falvy diente fortan dem Vichy-Regime, von dem er Ende 1940 nach Niamey in Französisch-Westafrika geschickt wurde, um die Kolonialtruppen von Niger und Dahomey zu befehligen. Außerdem übernahm er das Kommando der Grenztruppen zwischen Niger und Tschad. Am 8. Dezember 1940 wurde er als Nachfolger von Léon Solomiac Gouverneur der Kolonie Niger. Solomiac galt dem Vichy-Regime nicht als vertrauenswürdig. Mit Maurice Falvy stand erstmals seit 1922 kein Zivilist an der Spitze der Kolonie. Am 4. März 1942 wurde Jean Toby sein Nachfolger als Gouverneur. General Falvy übernahm das Oberkommando der Bodenstreitkräfte von Französisch-Westafrika. Ab 1943 beurlaubt, ging er 1945 in Ruhestand. Maurice Falvy starb 1970 in einem Altersheim in Mézy-sur-Seine.